# EBSW
EBSW ist eine ehemalige litauische Investmentgesellschaft mit Sitz in Kaunas. Die Gründer waren Gintaras Petrikas, Algirdas Pašukevičius und andere litauische Unternehmer. Der Konzern mit seinen Tochterunternehmen und Beteiligungen erzielte (angeblich) 1992–1994 einen Umsatz von einer Milliarde Litas.

## Struktur
1992 gründete die Investmentgruppe EBSW 9 Investmentgesellschaften:
- „Investicinė Kauno holdingo kompanija“
- „Trikotažo investicija“
- „Statybinių medžiagų investicija“
- „Farmacija“
- „Šviesusis rytojus“
- IAB „Kauno holdingo kompanija ir partneriai“
- „Vilinvest“
- „Nekilnojamasis turtas“
- „Bituko investicija“
- Banken:
  - Komercijos ir kredito bankas
  - Lietuvos valstybinis komercinis bankas.

Diese Tochterunternehmen sammelten die Gelder (im damaligen postkommunistischen Land mit Schocktherapie) von unerfahrenen natürlichen juristischen Personen. Aufgrund des soliden Kapitals privatisierten sie mehr als 20 Unternehmen und erwarben als Investmentgesellschaften für sog. Investmentchecks viele Unternehmen (z. B. das Unternehmen „Inkaro holdingas“ für 8,5 Mio. Litas) und hatten großen Einfluss in anderen Gesellschaften.
1995 wurde das Insolvenzverfahren für das EBSW-Tochterunternehmen „Investicinė Kauno holdingo kompanija“ gerichtlich eröffnet und das Vermögen des Konzerns vom Gericht als vorläufige Maßnahme belastet. Spätere Insolvenzverfahren in mehreren Tochterunternehmen wiesen große Verluste aus.
Im April 1995 wurde einer der größten litauischen Elektronikhersteller „AB Banga“ insolvent: Die Schulden betrugen 117 Mio. Litas, Eigenkapital und Vermögen waren etwa 79 Mio. Litas wert. Im Unternehmen waren 7000 Mitarbeiter beschäftigt. Danach wurde AB Inkaras insolvent.
Die Schulden der EBSW-Gruppe betrugen allein für natürliche Personen mehr als 80 Mio. LTL (Kreditorenzahl: etwa 15.000 Personen).